# کولو، قونیه
کولو، قونیه (به ترکی استانبولی: Kulu) شهری است در کشور ترکیه که در استان قونیه واقع شده‌است. جمعیت این شهر بر اساس سرشماری سال ۲۰۰۸ میلادی ۲۰٬۶۷۴ نفر و بر اساس برآوردهای سال ۲۰۰۹ میلادی ۲۰٬۸۵۲ نفر می‌باشد.